# Droit igbo
 (mai 2024).
Le droit igbo est la manière des Igbos d'orchestrer la vie en société à partir des principes de leur vision du monde.
La jurisprudence igbo sur la succession a été sanctionnée par la cour suprême du Nigeria car elle considère que ces successions ne permettent pas l'égalité des sexes. Une certaine méfiance existe dans la population vis-à-vis des pratiquants de la justice igbo. Ils sont notamment caractérisés à la fois comme des vestiges du droit colonial britannique et comme des défenseurs de peines barbares.